# 安部野童子問
安部野童子問（あべのどうじもん）は、天明6年（1786年）から翌年にかけて備後福山藩で発生した百姓一揆（福山藩領天明6年一揆）を記した記録文学。

## 概要
一揆が収束した天明7年（1787年）の自序が入っていることから、一揆直後に書かれたとみられている。これによれば、著者の「浪華城南隠士」が鞆の保命酒を飲んで寝ている間に夢で安部野童子から授かった本ということになっているが、安部野童子は福山藩主である阿部氏より名づけたとみられている。著者の正体については菅茶山説・田辺玄庵説などがあるが、福山藩の事情に詳しい同藩ゆかりの知識人という以上のことは不明である。
一部に不正確な部分があるものの、一揆の発生の原因から藩の対応までを詳細に描いており、早くから写本が流布していた。